# Шельклінген
Шельклінген (нім. Schelklingen) — місто в Німеччині, знаходиться в землі Баден-Вюртемберг. Підпорядковується адміністративному округу Тюбінген. Входить до складу району Альб-Дунай.
Площа — 75,24 км2. Населення становить 6870 ос. (станом на 31 грудня 2020).